# Santi Mina
Santiago Mina Lorenzo (Vigo, 7 december 1995) is een Spaans voetballer die doorgaans als aanvaller speelt. Hij tekende in juli 2019 een contract tot medio 2024 bij Celta de Vigo, dat € 9.900.000,- voor hem betaalde aan Valencia CF.

## Clubcarrière
Mina werd geboren in Vigo en sloot zich hier aan bij Celta de Vigo. Hij debuteerde op 16 februari 2013 in het eerste elftal, in een wedstrijd in de Primera División tegen Getafe CF. Mina verving na 66 minuten Iago Aspas. Celta verloor de uitwedstrijd met 3-1. Hij speelde in drie seizoenen vijftig competitiewedstrijden voor Celta de Vigo, met een achtste plaats in de Primera División in het seizoen 2014/15 als sportief hoogtepunt.
Mina tekende in juli 2015 een contract tot medio 2021 bij Valencia CF, de nummer vier van Spanje in het voorgaande seizoen. Hiervoor speelde hij in vier jaar 150 wedstrijden, waaronder zijn eersten in de UEFA Champions League en Europa League. Een onbetwiste basisspeler werd hij in die tijd niet. Mina keerde in juli 2019 terug naar Celta de Vigo, waar hij een contract tekende tot medio 2024. Celta betaalde officieel € 30.000.000,- voor hem. Dit bedrag was in realiteit onderdeel van een dubbele transfer waarin Maximiliano Gómez juist van Celta de Vigo naar Valencia vertrok, in ruil voor Mina plus € 10.000.000,- extra. Mina speelde zich na zijn terugkeer in Vigo binnen een paar weken in de basisopstelling.

## Clubstatistieken
| Seizoen     | Club          | Competitie       | Competitie | Competitie | Beker | Beker | Internationaal | Internationaal | Totaal | Totaal |
| Seizoen     | Club          | Competitie       | Wed.       | Dlp.       | Wed.  | Dlp.  | Wed.           | Dlp.           | Wed.   | Dlp.   |
| ----------- | ------------- | ---------------- | ---------- | ---------- | ----- | ----- | -------------- | -------------- | ------ | ------ |
| 2012/13     | Celta de Vigo | Primera División | 1          | 0          | 0     | 0     | —              | —              | 1      | 0      |
| 2013/14     | Celta de Vigo | Primera División | 29         | 2          | 2     | 1     | —              | —              | 31     | 3      |
| 2014/15     | Celta de Vigo | Primera División | 20         | 7          | 4     | 2     | —              | —              | 24     | 9      |
| Club totaal | Club totaal   | Club totaal      | 50         | 9          | 6     | 3     | 0              | 0              | 56     | 12     |
| 2015/16     | Valencia CF   | Primera División | 26         | 4          | 4     | 1     | 6              | 3              | 36     | 8      |
| 2016/17     | Valencia CF   | Primera División | 29         | 6          | 2     | 0     | —              | —              | 31     | 6      |
| 2017/18     | Valencia CF   | Primera División | 32         | 12         | 6     | 3     | —              | —              | 38     | 15     |
| 2018/19     | Valencia CF   | Primera División | 30         | 7          | 5     | 4     | 10             | 2              | 45     | 13     |
| Club totaal | Club totaal   | Club totaal      | 117        | 29         | 17    | 8     | 16             | 5              | 150    | 42     |
| 2019/20     | Celta de Vigo | Primera División | 16         | 2          | 1     | 0     | —              | —              | 17     | 2      |
| Club totaal | Club totaal   | Club totaal      | 16         | 2          | 1     | 0     | 0              | 0              | 17     | 2      |

Bijgewerkt t/m 6 januari 2020

## Interlandcarrière
Mina maakte deel uit van Spanje –18, Spanje –19 en Spanje –21.

## Erelijst
| Copa del Rey | 1x | 2018/19 |

## Persoonlijk leven
In december 2019 werd Mina beschuldigd van seksueel misbruik, dat plaats zou hebben gevonden in juni 2017 in Mojácar. Hij werd op 4 mei 2022 door het Hof van Almería veroordeeld tot vier jaar gevangenisstraf. Daaropvolgend zette Celta de Vigo Mina per direct uit de selectie.
1 Villar ·
2 Starfelt ·
3 Mingueza ·
5 Carreira ·
6 Moriba ·
7 Iglesias ·
8 Beltrán ·
9 Douvikas ·
10 Aspas  ·
11 Cervi ·
12 González ·
13 Guaita ·
14 De la Torre ·
15 Aidoo ·
16 Jailson ·
17 Bamba ·
18 Durán ·
19 Swedberg ·
20 Alonso ·
21 Ristić ·
22 Manquillo ·
23 Allende ·
24 Domínguez ·
25 Rodríguez ·
30 Álvarez ·
33 Sotelo ·
Coach: Giráldez